# 黃贊湯
黃贊湯（1805年—1869年），字莘农，號徵三，江西廬陵縣（今吉安市）人。清朝政治人物。

## 生平
黃贊湯於道光十三年（1833年）中式癸巳科二甲進士。選庶吉士，散館授翰林院編修。改江南道監察御史，歷改湖廣道、京畿道，道光二十三年（1843年）任吏科給事中。歷官奉天府府丞兼學政、光祿寺卿、宗人府府丞、都察院左副都御史、順天府府尹、兵部右侍郎、福建學政、刑部右侍郎、河東河道總督等職。官至廣東巡撫。